# Purtschellerhaus

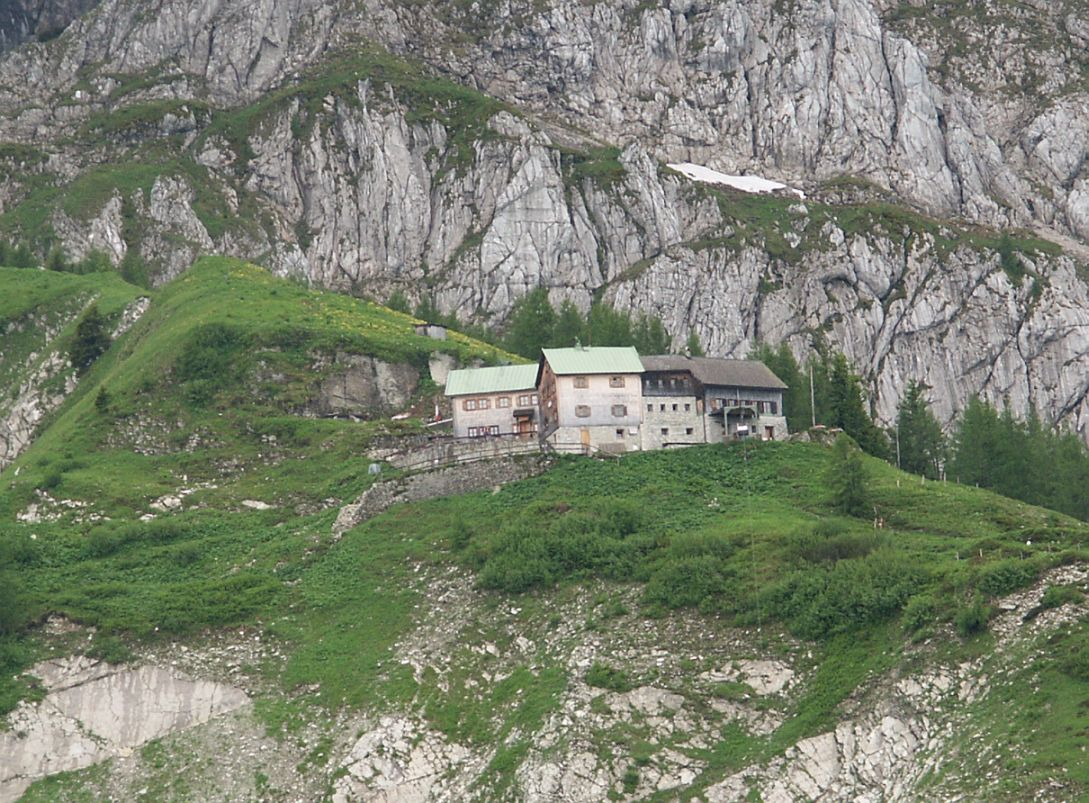
Purtschellerhaus mit Nordflanke des Hohen Gölls; links der österreichische Gebäudeteil, rechts der deutsche.

Das Purtschellerhaus ist eine Alpenvereinshütte der Sektion Sonneberg des Deutschen Alpenvereins. Es liegt in den Berchtesgadener Alpen, die am Hohen Göll auf der Grenze der Bundesländer Bayern (Deutschland) und Salzburg (Österreich) auf 1692 m ü. NHN.
Aufgrund leichter Erreichbarkeit ist das Purtschellerhaus, das der Sektion Sonneberg des Deutschen Alpenvereins gehört und nach dem Alpinisten Ludwig Purtscheller benannt ist, ein vielbesuchtes Ausflugsziel von Wanderern und Tagesgästen, die hier einkehren und einen weiten Ausblick genießen können. Außerdem ist das Schutzhaus wichtiger Stützpunkt für geübte Bergsteiger, die von hier aus über den Normalweg auf den Hohen Göll steigen können. Im Sommer ist es durchgehend bewirtschaftet, im Winter jedoch geschlossen und wegen hoher Lawinengefahr unzugänglich.

## Geographische Lage
Das Purtschellerhaus steht auf dem „Eckerfirst“, einem kammartigen Nordausläufer des 2522 m ü. NHN hohen Bergs Hoher Göll, der über den Eckersattel (1413 m) zum Ahornbüchsenkopf (1604 m) überleitet. Es befindet sich über dem Talkessel von Berchtesgaden (Westnordwesten) und dem Tal der Salzach (Osten).
Der westliche Teil des Gebäudes gehört zu Deutschland und liegt in einer kleinen Exklave des Marktes Berchtesgaden, die ihrerseits zur Berchtesgadener Gemarkung Eck gehört und auf deutscher Seite vom ebenso bezeichneten gemeindefreien Gebiet Eck umgeben ist. Der östliche Hüttenteil befindet sich auf Gemeindegebiet von Kuchl in Österreich.

## Geschichte
1899 begannen die Bauarbeiten am Purtschellerhaus, die Einweihung fand am 22. Juli 1900 statt. Ursprünglich sollte das Haus „Hütte am Hohen Göll der Sektion Sonneberg“ heißen. Kurz vor der Eröffnung starb jedoch Ludwig Purtscheller, einer der wohl bedeutendsten Alpinisten dieser Zeit. Die Sektion Sonneberg des DuOeAV beschloss daraufhin, ihm zu Ehren die Hütte „Purtschellerhaus“ zu nennen.
Bereits 1909 wurden die Räumlichkeiten zu eng und die Hütte wurde durch einen Anbau erweitert. 1937 wurde auf Vorschlag der Sektion Sonneberg der genaue Grenzverlauf bei der Hütte bestimmt. Ein Drittel der Hütte liegt in Deutschland und zwei Drittel befinden sich in Österreich. So überquert man auf dem Weg von der alten Gaststube zur Toilette die Grenze von Deutschland nach Österreich – markiert durch einen Farbstrich am Boden. Dieser eigenartigen Lage verdankt das Purtschellerhaus auch einen Besucheranstieg nach dem Ende des Zweiten Weltkriegs. Da die Alliierten sonst keinen Grenzverkehr zwischen beiden Ländern gestatteten, konnten sich einige „Getrennte“ nur in der Hütte legal treffen und unterhalten. Sogar eine bilaterale Hochzeit fand zu dieser Zeit hier statt.
Während der Nachkriegszeit wurde das Haus von der Sektion Berchtesgaden des Deutschen Alpenvereins treuhänderisch verwaltet. Im Jahr 1959 übernahm die Sektion Sonneberg wieder die Verwaltung, nachdem sie ihren Sitz nach Coburg in Oberfranken verlegt hatte.

## Anreise
- per Zug: die nächsten Bahnhöfe sind Berchtesgaden, Kuchl, Golling
- per Bus: von Berchtesgaden über die Roßfeldstraße bis Enzianhütte oder Ahornkaser
- per PKW: von Berchtesgaden über die Roßfeldstraße bis Enzianhütte oder Ahornkaser

## Zugänge
- Vom Ahornkaser (1500 m, Parkplatz) über den Eckersattel (1413 m), leicht, Gehzeit: 1 Stunde.
- Von der Enzianhütte (1200 m, Parkplatz) über den Eckersattel, leicht, Gehzeit: 1¼ Stunden.
- Von Kuchl oder Golling über Dürrfeichtalm und Eckersattel, leicht, Gehzeit: 3½ Stunden.

## Übergänge
- Zum Kehlsteinhaus (1820 m) über Salzburger Steig und Mannlgrat (Klettersteig), Schwierigkeitsgrad II nach UIAA, teilweise gesichert, in einer Gehzeit von 4½ Stunden.
- Zum Carl-von-Stahl-Haus (1736 m) oder Schneibsteinhaus (1668 m) über Salzburger Steig, Göllleiten, Hoher Göll, Hohes Brett und Jägerkreuz, Schwierigkeitsgrad I-II nach UIAA, teilweise gesichert, nur für Geübte, in einer Gehzeit von 6 Stunden.

## Gipfelbesteigungen
- Hoher Göll (2522 m) über Salzburger Steig, Schusterroute/Kamin und Göllleiten, Schwierigkeitsgrad II nach UIAA, teilweise gesichert, Gehzeit: 3 Stunden.

## Klettermöglichkeiten
- Ein Klettergarten befindet sich 15 min oberhalb der Hütte. Es gibt Kletterrouten in den Schwierigkeitsgraden III bis VI nach UIAA.